# Pachycondyla laevissima
Pachycondyla laevissima Arnold, 1915 è una formica della sottofamiglia Ponerinae.

## Distribuzione
La specie è presente in Sudafrica.

## Tassonomia
È presente una sola sottospecie:
- Pachycondyla laevissima aspera Arnold, 1962